# Huldange-Forge
Huldange-Forge (lb. Schmëdd, niem. Schmiede) – mała miejscowość (lieu-dit) w północnym Luksemburgu, w kantonie Clervaux, w gminie Troisvierges. Do 3 października 2015 miejscowość leżała w dystrykcie Diekirch.